# Marc Teufel
Marc Gilbert Teufel ist ein Autor und Softwareentwickler aus Ellingen.

## Leben
Nach der Ausbildung zum Industriekaufmann strebte er im Jahr 2000 eine Karriere als Softwareentwickler an. Das Wissen erlangte er autodidaktisch. Hauptberuflich ist er in leitender Position in der IT-Abteilung eines deutschen Handelsunternehmens tätig.
Er hat mehrere Bücher aus dem Umfeld der Softwareentwicklung geschrieben, sowie Vorträge und Workshops auf Fachkonferenzen wie der DOAG-Konferenz, JAX, OOP-Konferenz und vielen mehr gehalten. Seine Themengebiete sind Web-Service und Web-APIs auf Basis von Java sowie Entwicklung von UIs auf Basis von Java und JavaScript. Darüber hinaus veröffentlichte er Beiträge in Fachmagazinen wie der iX, dem Java-Magazin, dem Entwickler-Magazin und der Dotnetpro. 

## Bücher
- Java Web Services mit Apache Axis. Software- und Support-Verlag, Frankfurt am Main 2004, ISBN 978-3-935042-57-4
- Java Web Services mit Apache Axis2. entwickler.press, 2007, ISBN 978-3-86802-239-1
- Eclipse 4 – Rich Clients mit dem Eclipse SDK 4.2. entwickler.press, 2012, ISBN 978-3-86802-613-9
- Vue.js für alle. entwickler.press, 2018, ISBN 978-3-86802-844-7